# Lycée Paul-Langevin (Suresnes)
Le lycée Paul-Langevin est un établissement public local d'enseignement français construit en 1927, regroupant un lycée. Il est situé 2-4, rue Maurice-Payret-Dortail, à Suresnes (Hauts-de-Seine)
Initialement baptisé du nom de son architecte Maurice Payret-Dortail puis de celui de l'homme politique tchécoslovaque Édouard Bénès, il porte depuis 1948 le nom du physicien Paul Langevin (1872-1946).

## Historique du lycée

### Projet et construction

#### Contexte et objectifs
En juillet 1920, l'architecte Maurice Payret-Dortail participe au concours lancé pour la conception d'un nouveau groupe scolaire à Suresnes, dont l'idée était en germe depuis 1914. Il doit être construit sur un ancien terrain agricole d'1,3 hectare du plateau nord de Suresnes, entre la rue Voltaire, le chemin des Cherchevets et la rue de la Liberté. Ce quartier est encore peu urbanisé mais son développement est rapide, à cause de la croissance démographique de la commune (11 000 habitants en 1901, contre 19 000 en 1921), due à l'exode rural, au mouvement de population de Parisiens lassés des habitats vétustes de la capitale et au besoin de main-d'œuvre (Suresnes compte alors de nombreuses usines automobiles, aéronautiques et radiophoniques). Cependant, le plateau nord n'est encore doté ni de services publics, ni de routes, et reste isolé du reste de la ville, située en bas des coteaux, derrière la ligne ferroviaire. Partisan du socialisme municipal et promoteur de onze cités-jardins en région parisienne (notamment celle de Suresnes, sur le plateau sud), le maire Henri Sellier initie donc un programme social et urbain raisonné afin d'organiser ce nouveau quartier. Défini dans le cadre de l'intercommunalité, le groupe scolaire prévoit dès le départ d'accueillir également les élèves des nouveaux HBM de Puteaux, qui surplombent le cimetière municipal, et qui étaient éloignés des écoles putéoliennes. En échange, la municipalité verse une subvention à Suresnes.
D'un coût de 15 millions de francs, financé en grande partie par l'État et le département, le projet de Payret-Dortail est retenu en 1924 et les travaux se terminent en 1927, l'inauguration ayant lieu le 1er septembre. Le groupe scolaire, qui ne s'appelle pas encore « lycée », réunit alors sous sa tutelle et de manière cohérente six structures éducatives différentes : une école maternelle, une école élémentaire de garçons et une de filles, une école primaire supérieure (EPS), une école pratique de commerce et une d'industrie,. Ces deux dernières formations répondent notamment aux besoins des industries situées à Suresnes et dans les communes environnantes, également pourvues d'usines le long de la Seine (Puteaux, Levallois-Perret, Boulogne, etc.). En plus de ces parcours scolaires, des enseignements professionnels et de perfectionnement y sont dispensés à des ouvriers et à des apprentis, à des créneaux horaires différents de ceux des élèves.

#### Un établissement moderne avec une attention portée à l'esthétisme
Pour l'époque, cette école est très moderne, disposant d'équipements de dernier cri pour les cours scientifiques (postes individuels afin de réaliser des expériences, amphithéâtre de physique-chimie avec paillasse, hotte et local technique, ateliers reliés à l'électricité), ainsi que d'une aération et d'un chauffage centraux par radiateurs de la dernière génération. Il répond aussi aux idées hygiénistes en vogue, avec une piscine dotée de bains-douches, un gymnase modulable en salle des fêtes, un vaste réfectoire, des services sociaux et médicaux, de larges couloirs et escaliers pour permettre une bonne circulation des élèves, des sanitaires, et un ensoleillement maximal permis par des fenêtres à guillotine. Pour le confort de la population scolaire, le mobilier est pensé de façon ergonomique. Les bâtiments sont à taille humaine, ne dépassant pas deux niveaux de classe. Réalisés sur le modèle du campus, respectant les dénivelés du terrain, ils sont disposés comme des entités reliées entre elles mais indépendantes, chacune disposant d'une cour et d'une entrée particulière. Au cœur du pâté de maisons entièrement occupé par l'établissement se trouvent les bâtiments collectifs, comme la piscine, créant des points de convergence pour les élèves,. Ces derniers venant pour la plupart de milieux modestes, peu habitués aux contraires de la vie collective, des loges sont aménagées aux différentes entrées afin d'avoir une surveillance efficace du corps scolaire.

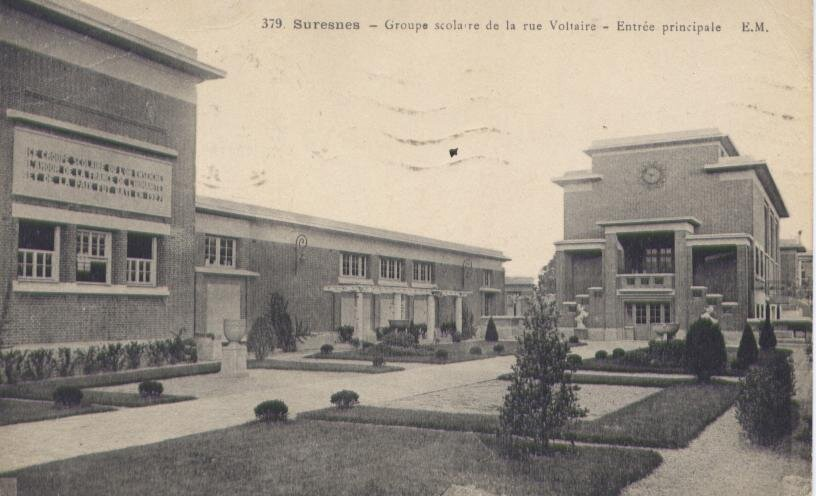
Entrée principale.
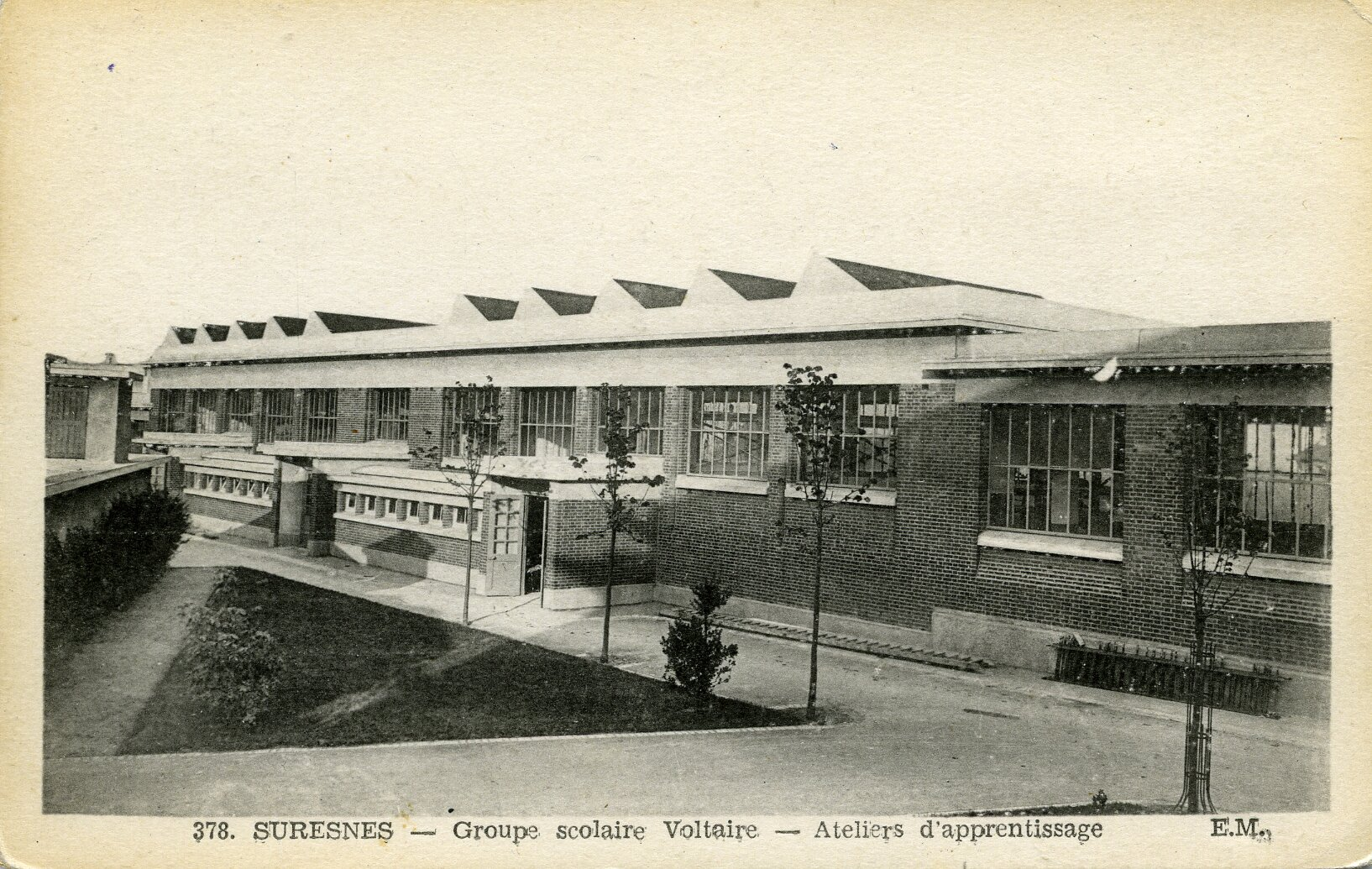
Atelier d'apprentissage.
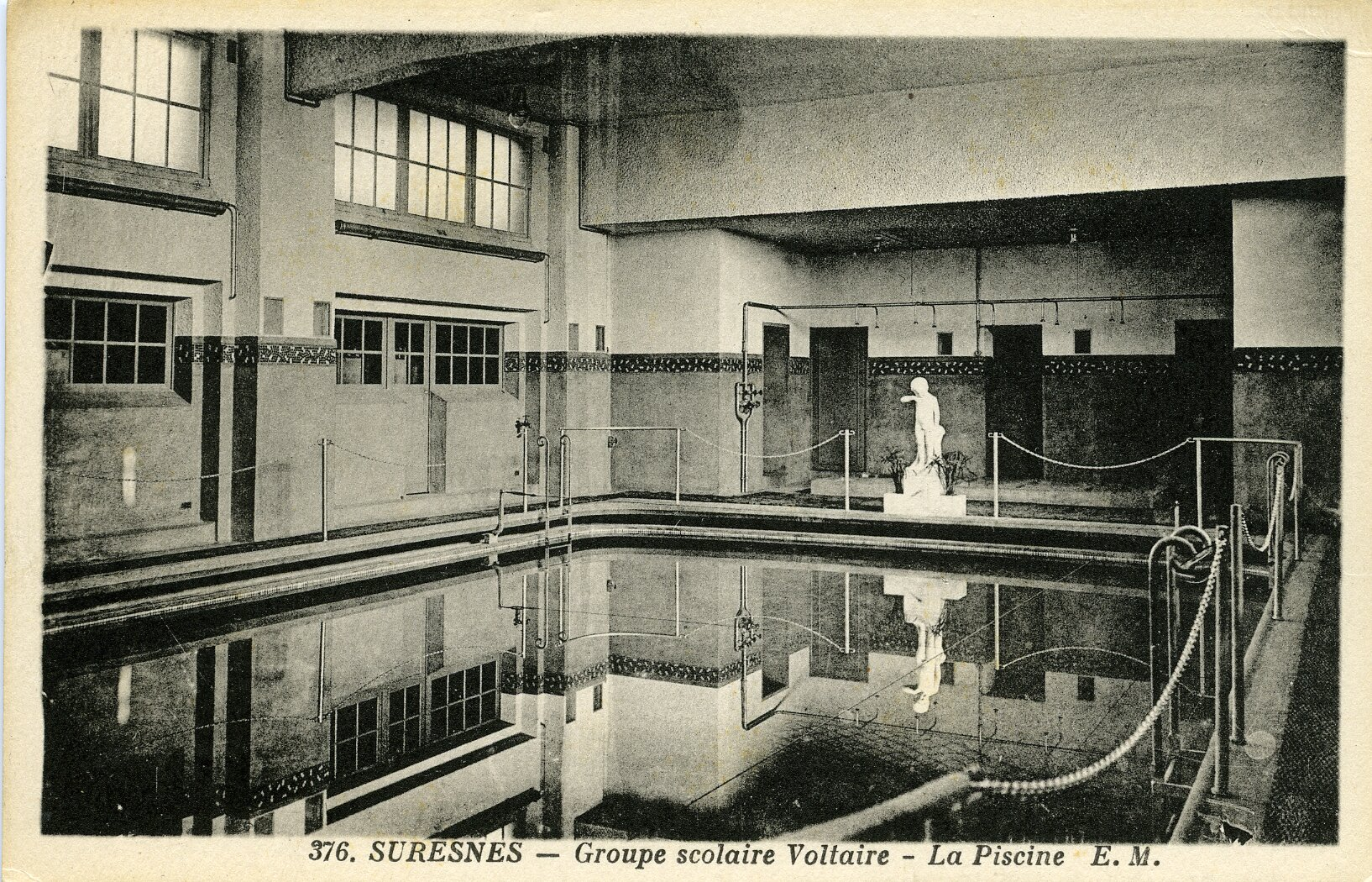
Piscine.
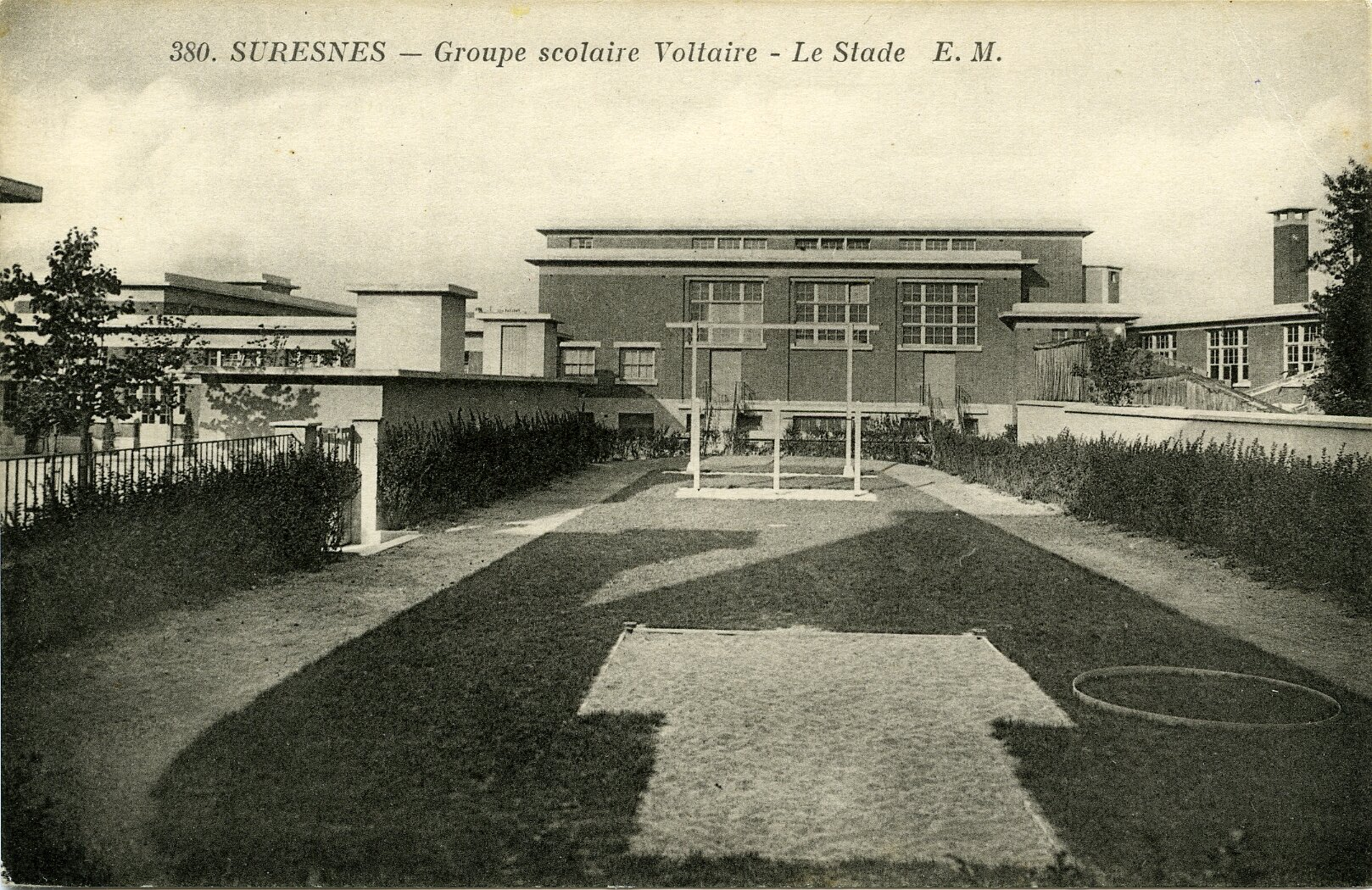
Stade.
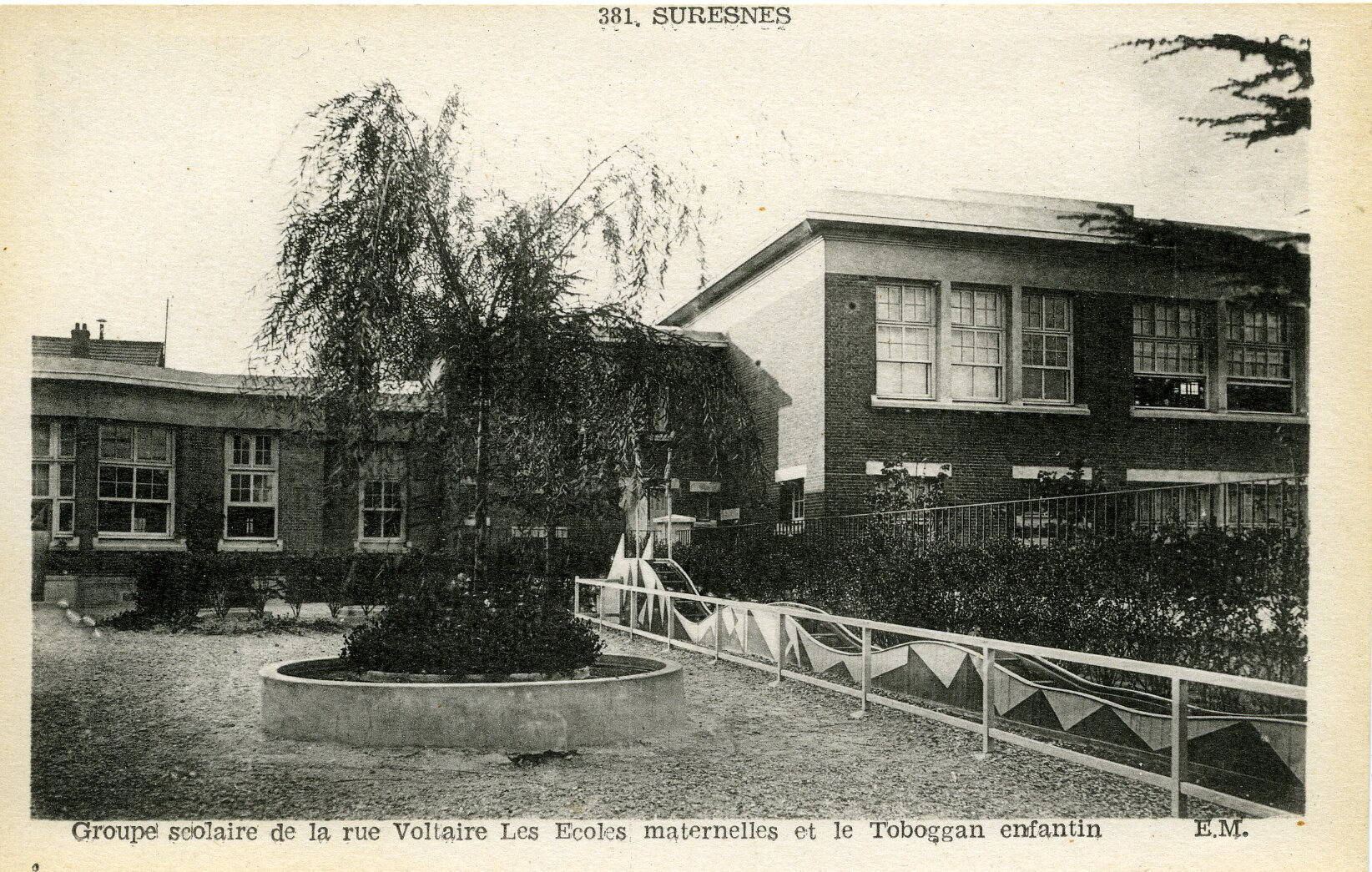
Les écoles maternelle et élémentaires.

Un soin particulier est par ailleurs apporté à l'esthétisme de l'établissement, la brique rouge et le béton ayant vocation à donner une dimension chaleureuse aux bâtiments, rompant avec la traditionnelle sobriété des espaces scolaires. Il s'agit également de matériaux résistants, choisis pour durer. La cour d'honneur, accessible depuis l'actuelle rue Maurice-Payret-Dortail et donnant accès à la façade monumentale du gymnase, se présente sous la forme d'une allée pavée bordée par des pelouses, arbustes, parterres de fleurs et des sculptures (deux Centaure de Louis de Monard devant le gymnase, vases Élysées en grès œuvres de la manufacture nationale de Sèvres). Sur certaines façades figurent des céramiques également réalisées par les ateliers de Sèvres. Le long des bâtiments de la rue Maurice-Payret-Dortail sont aussi présentées deux sculptures : Le Bûcheron de Paul Richer et le vase en grès émaillé L'Âge d'or de Jules Dalou. La dimension pédagogique est clairement inscrite dans la pierre, des devises éducatives et urbaines étant gravées sur les murs, par exemple : « Ce groupe scolaire, où l'on enseigne l'amour de la France, de l'Humanité et de la Patrie, fut bâti en 1927 ». Les entrées de chacune des écoles, avec des arcatures plein cintres et de petites colonnes adossées, rappellent le porche des églises, rejoignant l'aspect messianique des valeurs d'éducation et de progrès promues à l'époque. Plus discrète, la décoration intérieure présente toutefois des boiseries sur les chambranles des portes, des carreaux de faïence ou encore des rampes d'escalier aux lignes courbes,.
Comme le note le musée d'histoire urbaine et sociale de Suresnes, « dans cet environnement consciencieusement prémédité, la jeunesse instruite et sensibilisée aux affaires sanitaires, sociaux et esthétiques, doit devenir le vecteur d'une nouvelle éthique de vie qui se diffusera dans la physionomie même du quartier ».

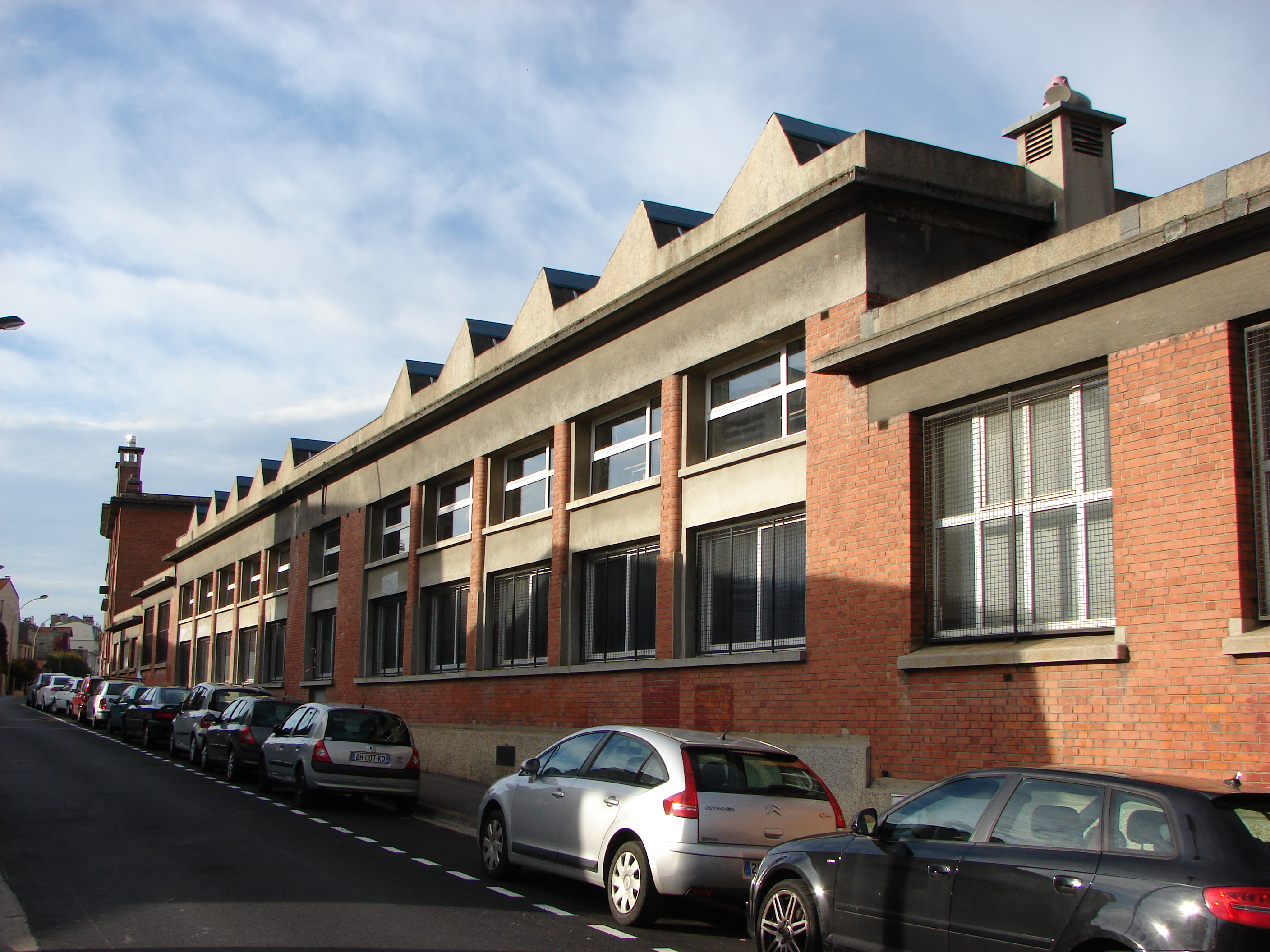
Façade du lycée sur la rue Claude Burgod.
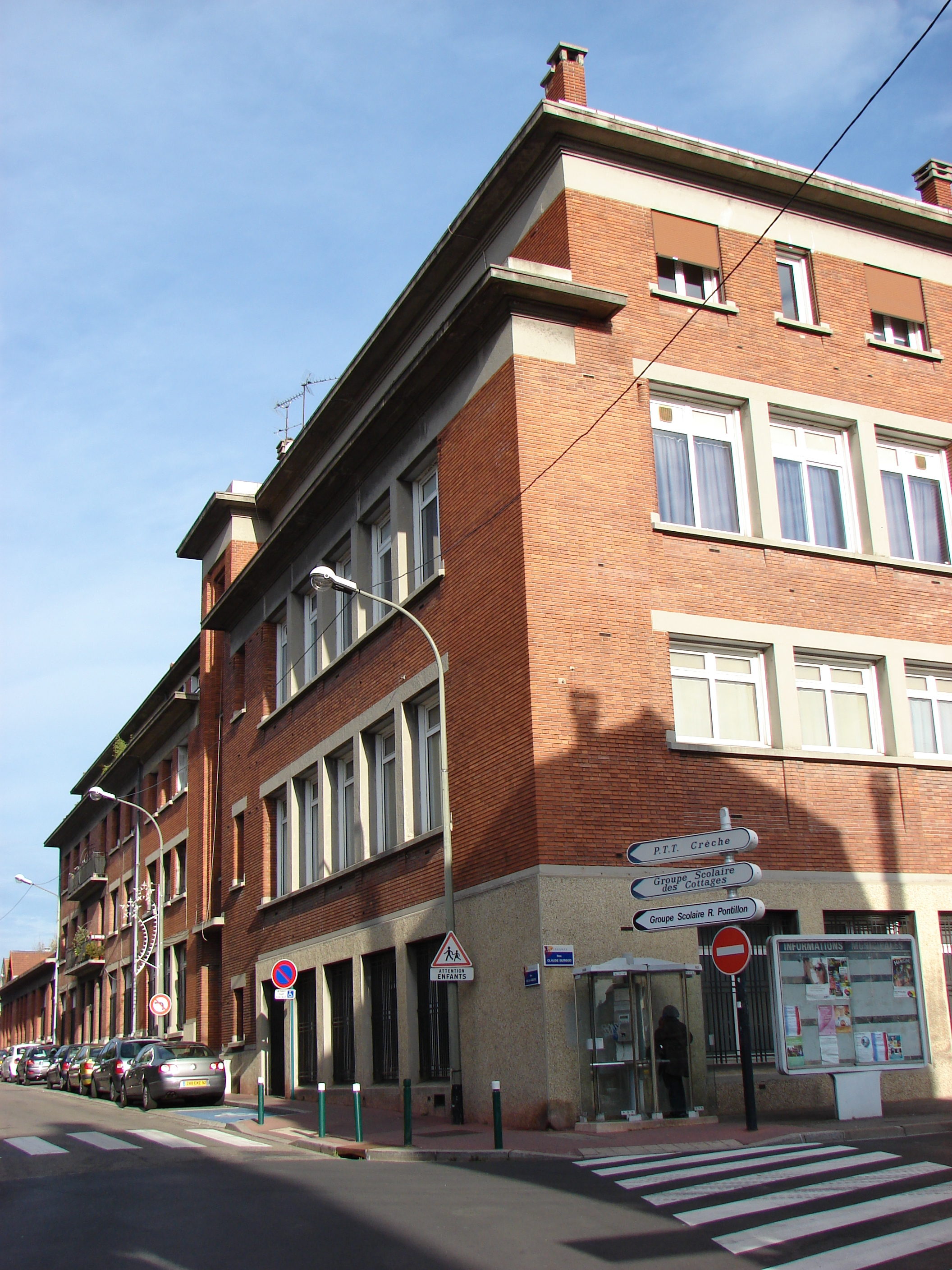
Vue du lycée à l'angle de la rue de la Liberté et de la rue Claude Burgod.
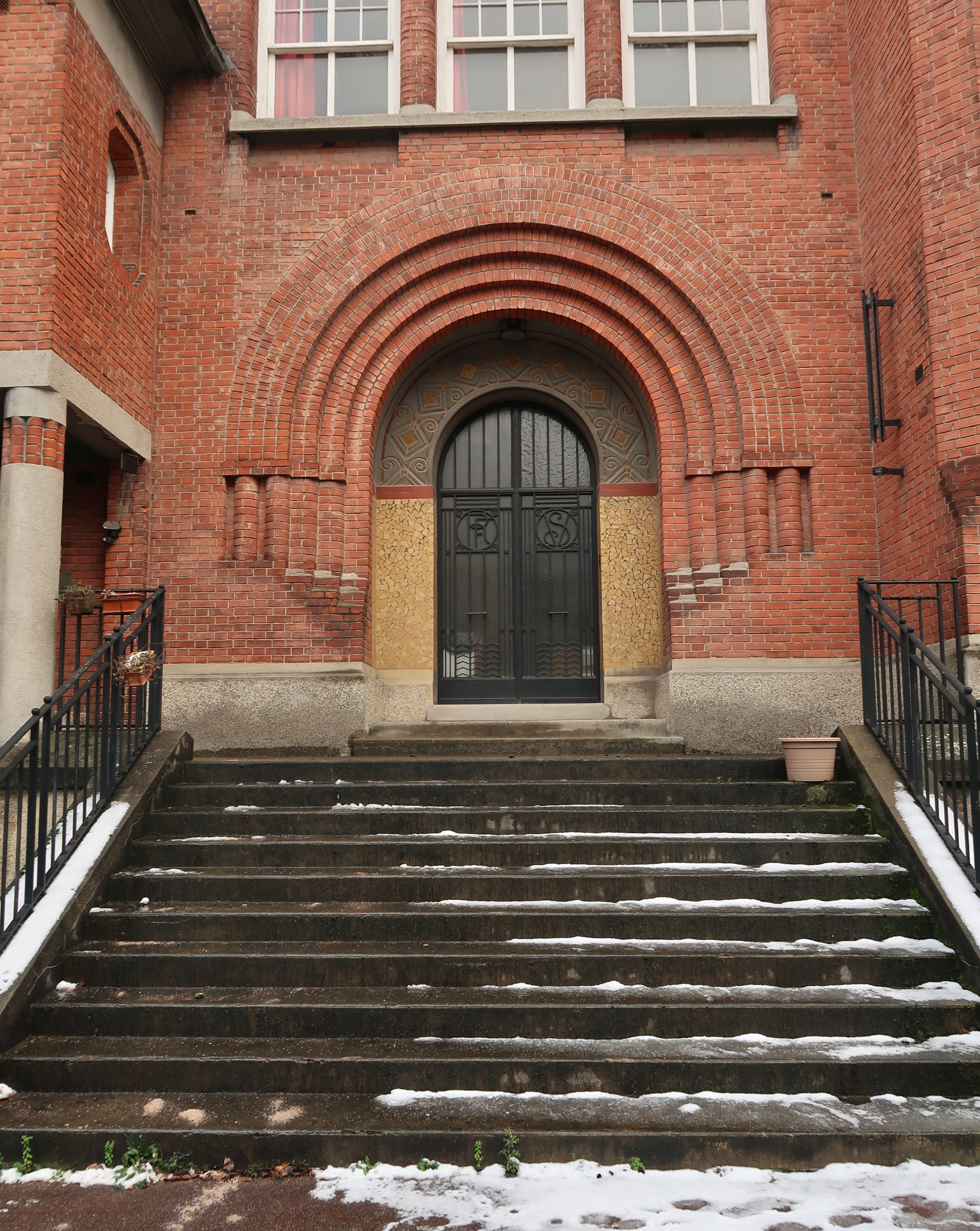
Une porte annexe du lycée.

### Évolutions

#### Entre-deux-guerres et Seconde Guerre mondiale

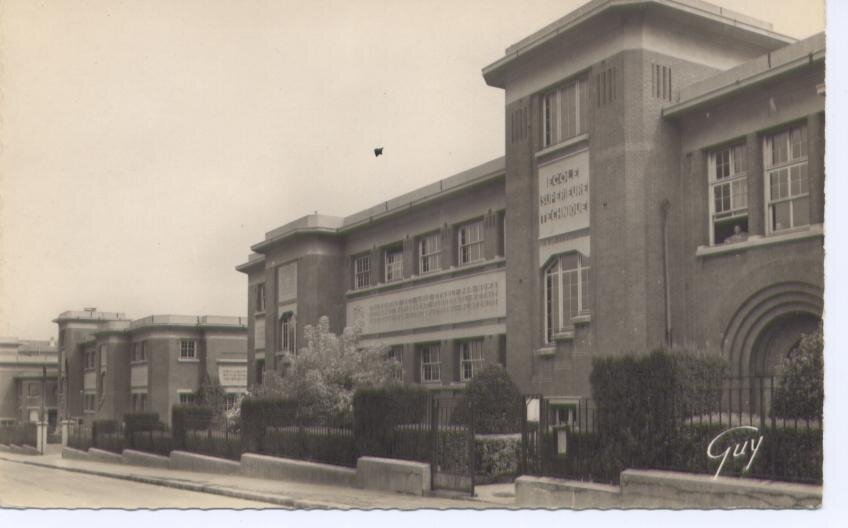
Le lycée dans l'entre-deux-guerres.

Initialement, le groupe scolaire devait compter 80 % d'élèves domiciliés à Puteaux, mais ses capacités sont rapidement dépassées : la première année, l'établissement accueille 22 classes au lieu des 17 prévues. 125 Suresnois devaient y étudier et finalement on en compte 600. Au fur et à mesure, la part de Putéoliens diminue. Les bâtiments sont agrandis en 1937, sous la supervision de l'architecte Georges Demay, qui crée le bâtiment E. L'EPS, située dans le bâtiment A, échange ses locaux avec l'école primaire de filles, qui siégeait dans le bâtiment C. Il y a désormais 1500 élèves, répartis en vingt sections. En 1939, l'établissement est renommé « École primaire supérieure et École pratique de commerce et d'industrie de garçons Édouard-Benes », en hommage à l'homme politique tchécoslovaque. La même année est créée l'Association amicale des anciens élèves de l'école primaire supérieure. Des abris antiaériens sont aussi construits, alors que la Seconde Guerre mondiale commence. Dans les années 1930, la poursuite d'études secondaires pour les filles est encouragée à travers la création d'un lycée de jeunes filles construit non loin, bâtiment connu de nos jours sous le nom de collège Émile-Zola.
En 1940 est fondée une 6e moderne (ancien cours préparatoire à l'EPS) ainsi qu'un Centre de formation professionnelle. Le 3 juin de la même année, des bombardements endommagent légèrement les bâtiments. Des tracts appelant à la résistance y sont distribués, alors que l'année d'après, six professeurs créent le groupe clandestin Le Gaulliste. La loi sur le statut des Juifs est appliquée et des enseignants sont sanctionnés pour « appartenance à des sociétés interdites ». En 1941, sur ordre des autorités allemandes, le cours de radio est supprimée, finalement déguisé en cours d'électricité ; un maître volontaire d'éducation générale chargé des cours de morale est installé. L'établissement est renommé « Collège moderne et technique ». L'année suivante, on y cache des numéros de Résistance, L'Insurgé, Défense de la France et Université libre, avant leur distribution. En 1943, des professeurs principaux sont institués pour chaque classe, alors qu'une 1re moderne remplace la 2e année du brevet supérieur. Les soubresauts de résistance dans l'école se poursuivent, notamment grâce à Mme Bertrand, qui a des contacts dans le maquis du Vercors, de Corrèze et de Normandie, et à Claude Burgod, professeur de latin, ce qui permet de faire fuir vers l'Espagne des élèves récalcitrants au STO. L'école est fermée du 15 au 25 février 1944 car il n'y a plus de chauffage. Une section du syndicat de l'enseignement technique y est reconstituée clandestinement et M. Basquin, un professeur, crée des faux papiers et sauve les archives du colonel de Jussieu. La Libération voit les élèves aller manifester leur joie au mont Valérien, tout proche, alors que certains professeurs participent aux combats. Il y a cette année-là, 888 élèves et on ouvre une classe de préparation au baccalauréat de philosophie et de mathématiques, qui remplace la troisième année du brevet supérieur.

#### Années 1940-1960

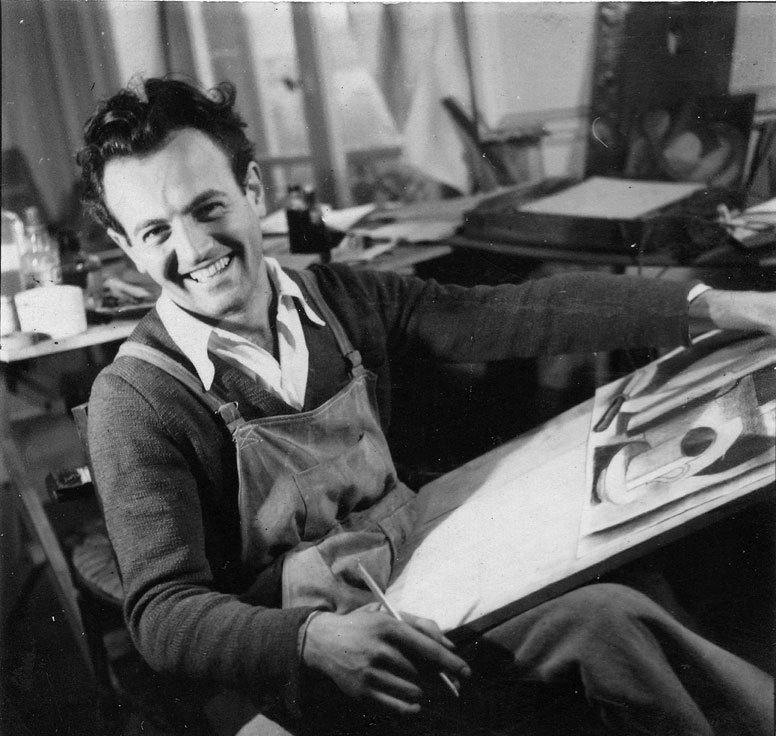
Le peintre Youla Chapoval, qui a réalisé des oeuvres pour décorer le lycée.

En 1945, l'établissement est renommé « Collège de Suresnes », les élèves sont recensés, notamment ceux dont les parents ont été victimes de la guerre, et la publication du bulletin de l'Association des anciens élèves reprend. En 1947, il se jumelle avec un centre d'apprentissage automobile, qui compte 56 élèves, et des échanges linguistiques ont lieu avec le collège anglais de Woking. Il ne prend le nom de « Collège Paul-Langevin » qu'en 1948 et l'année d'après « Lycée Paul-Langevin moderne et technique », mais reste dépendant administrativement du lycée Pasteur de Neuilly-sur-Seine (il ne devient autonome qu'en 1950). Une association de parents d'élèves voit le jour.
C'est également en 1950 que le peintre Youla Chapoval reçoit une commande de l'État afin de décorer de trois panneaux de 18 m2 l'entrée du lycée (actuellement fermée au public). Le lycée compte alors 1076 élèves. La même année, les terrasses sont rénovées et un projet de surélévation des ateliers est lancé. Deux ans plus tard, 1250 élèves sont scolarisés au lycée Paul-Langevin, répartis en 40 sections. L'augmentation des effectifs conduit à utiliser les caves de l'établissement, alors que des démarches sont formulées pour reconstruire les écoles maternelles et primaires pour récupérer vingt salles. Le préau, alors cloisonné en trois salles, est l'année suivante l'objet d'une requête afin d'être surélevé. Des baraquements provisoires sont par ailleurs élevés dans la cour d'honneur ainsi que sur le terrain adjacent des Très-Bourgeois. En 1956, des sections classiques, où l'on enseigne le latin, sont instaurées. Le centre d'apprentissage automobile est fermé en 1957, alors qu'est créée une section technique supérieure de radiotechnique, accessible post-baccalauréat ou à l'issue d'un concours. La direction émet aussi le souhait de transformer la terminale arts et métiers en classe préparatoire aux écoles d'ingénieurs. Toujours en 1957, le grec est introduit en classe de 4e et des clubs d'astronomie et d'astronautique sont fondés : le 10 septembre, ils font tirer leur première fusée. En 1966, le lycée obtient enfin d'occuper les locaux des classes de primaires, dans les bâtiments A et B, et de maternelle, dans l'actuel bâtiment de l'administration. Les baraquements sont par ailleurs détruits.

#### Depuis les années 1960
Les événements de mai 1968 donnent lieu à une grève et à une courte occupation des locaux. Néanmoins, l'importance des événements conduit à des changements, comme dans tous les lycées de France : en 1969 est ainsi créé un foyer socio-culturel, le lycée comptant une douzaine de clubs. La même année, les sections techniques du lycée sont transférées vers un lycée de Rueil-Malmaison. En 1970, les élèves du second cycle du lycée de jeunes filles Émile-Zola voisin, devenu mixte, arrêtent de venir poursuivre leurs études au lycée Paul-Langevin et, deux ans plus tard, les classes du premier cycle du lycée sont transférées dans cet autre établissement. En 1973 ouvre une classe de seconde technique dotée d'une option chimie ainsi que des BTS de gestion et d'administration des entreprises ainsi qu'une formation au secrétariat de direction.
Le lycée est rénové entre 1990 et 1992, mis à part le gymnase et la piscine. Des classes européennes sont aussi créées durant la décennie. Dans le classement de L'Express 2014, le lycée est classé 1781 sur 2248 au niveau national et en 2016 40e sur 52 lycées des Hauts-de-Seine et 352e sur 462 établissements au niveau régional. La dégradation des résultats des élèves au baccalauréat s'explique, selon un enseignant, par un manque de mixité sociale causé par la situation géographique de Suresnes, « zone tampon » entre Nanterre, dont un lycée est en zone prioritaire, et Neuilly-sur-Seine, ville très aisée. Les familles favorisées du secteur du lycée Paul-Langevin préféreraient donc mettre leurs enfants dans le privé. Fin 2016, le lycée subit par ailleurs une grève d'élèves et d'enseignants afin de protester contre la vétusté de certains locaux et des tensions entre les professeurs et la direction.
Durant l'année scolaire 2019-2020, chaque élève du lycée reçoit de la part de la région Île-de-France une tablette contenant les manuels scolaires (pour l'année scolaire 2020-2021, ce sont des ordinateurs qui ont été distribués). Le wifi est également déployé au sein de l'établissement. Afin de contrer l'appétence des parents suresnois à scolariser leurs enfants dans des lycées privés des communes limitrophes, le proviseur Laurent Abécassis annonce vouloir développer le nombre de spécialités proposées dans le lycée (comme la LV3 japonais) et créer des ateliers prépa « CPGE scientifiques », « prépa médecine » et « prépa Sciences Po ». En novembre 2019, il fait adopter par le conseil d’administration du lycée un partenariat avec le club de rugby de Suresnes, comprenant notamment des ateliers d’initiation au rugby, pour garçons et filles. Un partenariat avec l’équipe féminine de basket « Suresnes Mont Valérien » est mis en place en 2022. 

## Architecture du lycée

### Situation

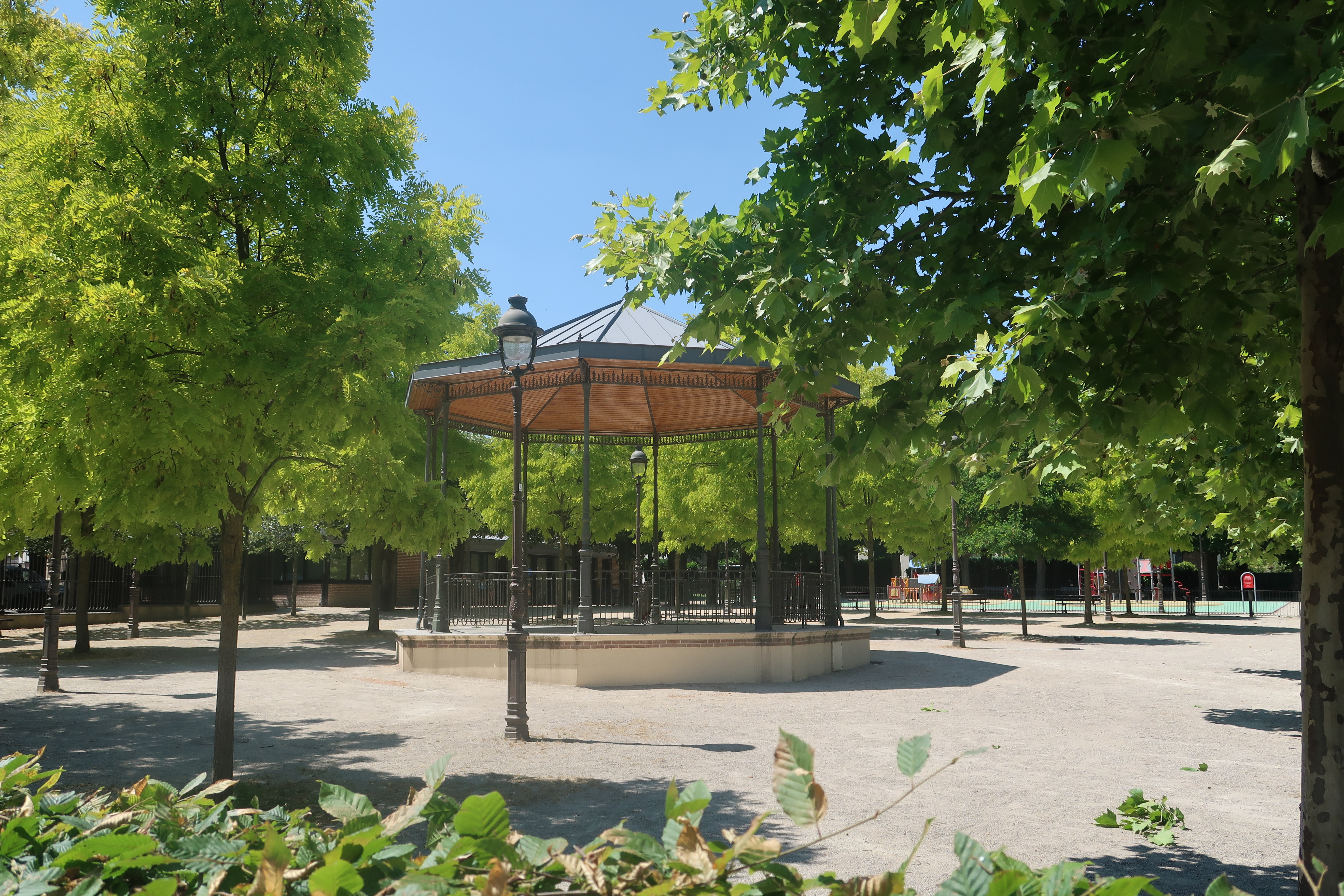
Le square des Bels-Ébats, situé en face du lycée.

Le lycée est situé à Suresnes, près du mont Valérien. Il est desservi par la gare de Suresnes-Mont-Valérien (ligne de Paris-Saint-Lazare à Versailles-Rive-Droite) et la station Belvédère (ligne 2 du tramway d'Île-de-France).

### Architecture générale

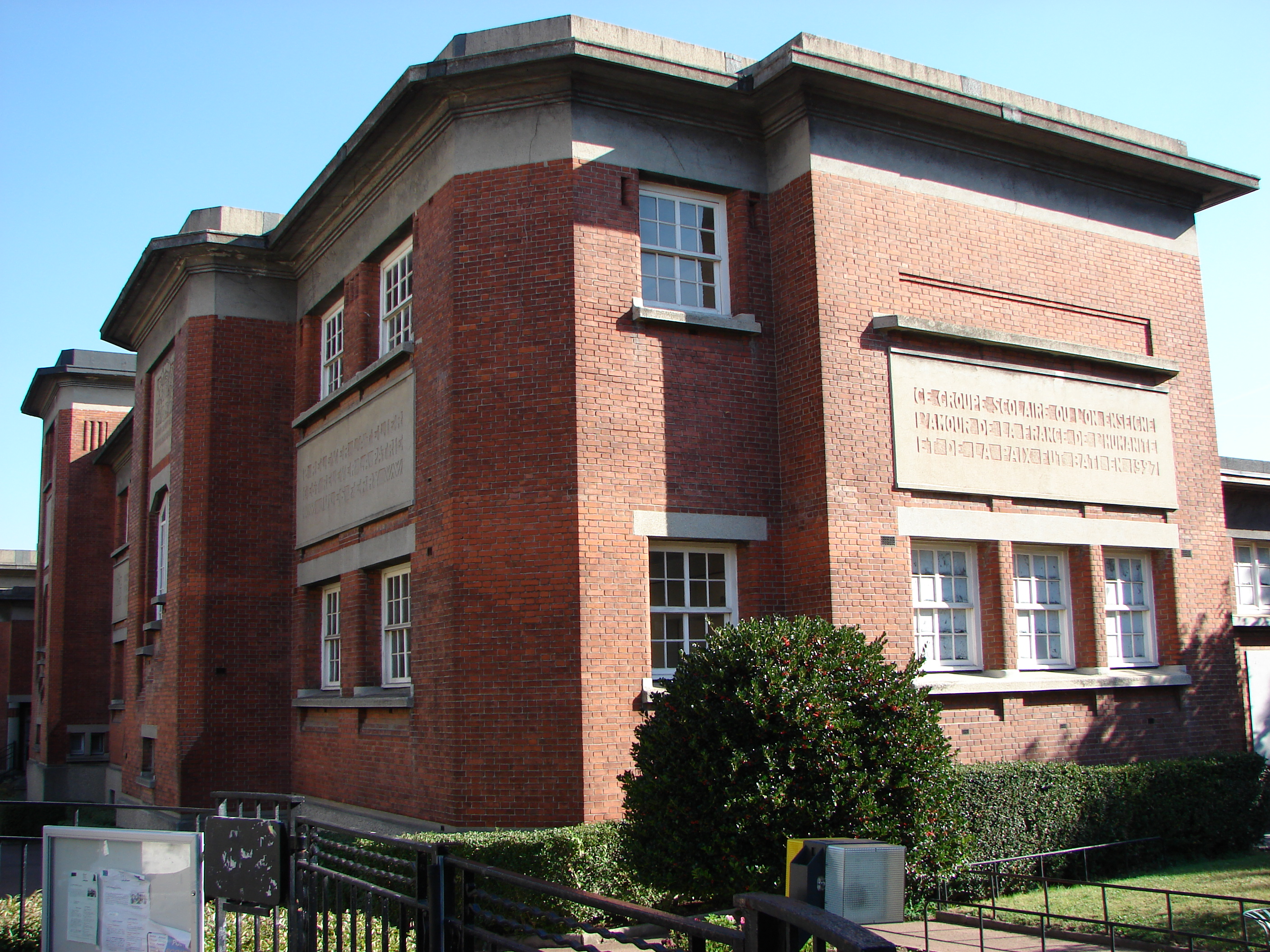
Aile gauche de l'entrée principale, 2, rue Maurice Payret Dortail.

L'architecture du lycée (des fenêtres à guillotine, des toits en terrasse), les techniques (ossature en ciment armé, poutrelles métalliques) et les matériaux utilisés (des galets, de la brique de Dizy) sont considérés comme avant-gardistes pour l'époque de sa construction. Contrairement aux lycées construits jusque-là, il n'y a pas un bloc massif mais une disparité de bâtiments pas aussi hauts qu'à l'habitude, et entrecoupés de cours.
Un decorum externe égaye les bâtiments : maximes édifiantes inscrites sur les murs (par exemple la phrase « L'avenir des nations est dans les écoles du peuple » du pédagogue suisse Johann Heinrich Pestalozzi est gravée sur une des façades), carreaux de faïence, boiseries, qui participent à rendre compte de la préoccupation nouvelle de rendre les lieux d'éducation esthétiques et attrayants.

### Éléments architecturaux notables
- On compte un gymnase, une salle polyvalente qui peut être transformée en salle de théâtre, une salle de projection cinématographique ainsi qu'une piscine (depuis réaménagée en salle des professeurs)[1],[12] dont les murs sont recouverts de céramique dorée, une statue de femme dominant le bassin[3].
- Certains murs extérieurs sont ornés de frises et d'inscriptions à visées morales[2].
- L'ancienne entrée compte 3 toiles peinent par le peintre Youla Chapoval (1919-1951), qui représentent une allégorie des mathématiques (2 m x 2 m), une allégorie des sciences humaines (2 m x 2 m), et la représentation d'une cour de récréation (2 m x 5 m).
- Des vases sculptés ornent les jardins[2].
- Deux statues encadrent le bâtiment principal[2].

Le lycée et ses sols font l’objet d’une inscription au titre des monuments historiques depuis le 13 octobre 1993.
Le bâtiment de la piscine et du gymnase font l’objet d’un classement au titre des monuments historiques depuis le 12 avril 1996. En 2001, la statue en grès du Bûcheron de la forêt de la Londe (1899) de Paul Richer et le vase L'Âge d'or (1888) de Jules Dalou, situés aux abords de la cour d'honneur, sont inscrits à l'inventaire supplémentaire des monuments historiques.

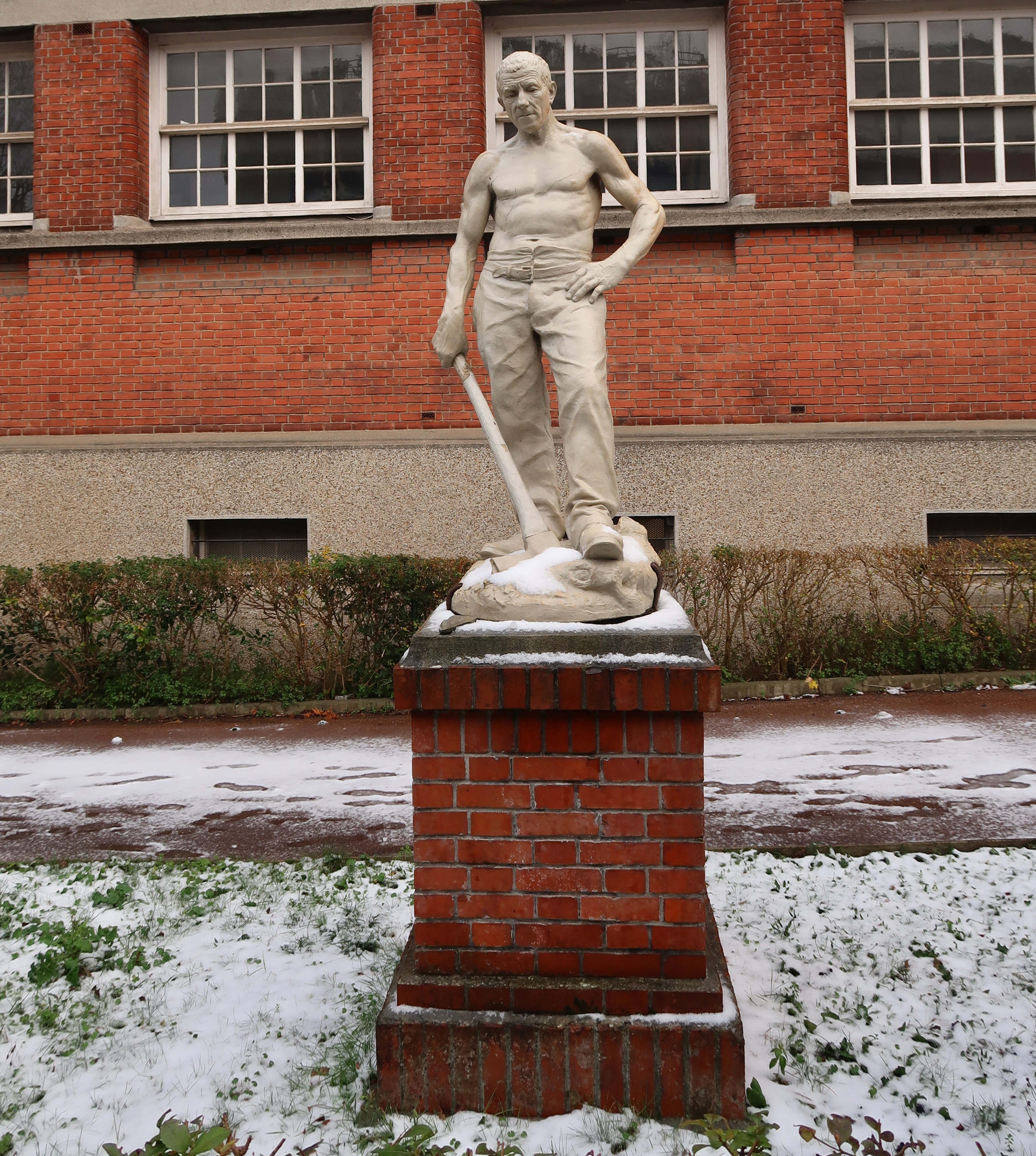
Paul Richer, Le Bûcheron de la forêt de la Londe (1899), grès.
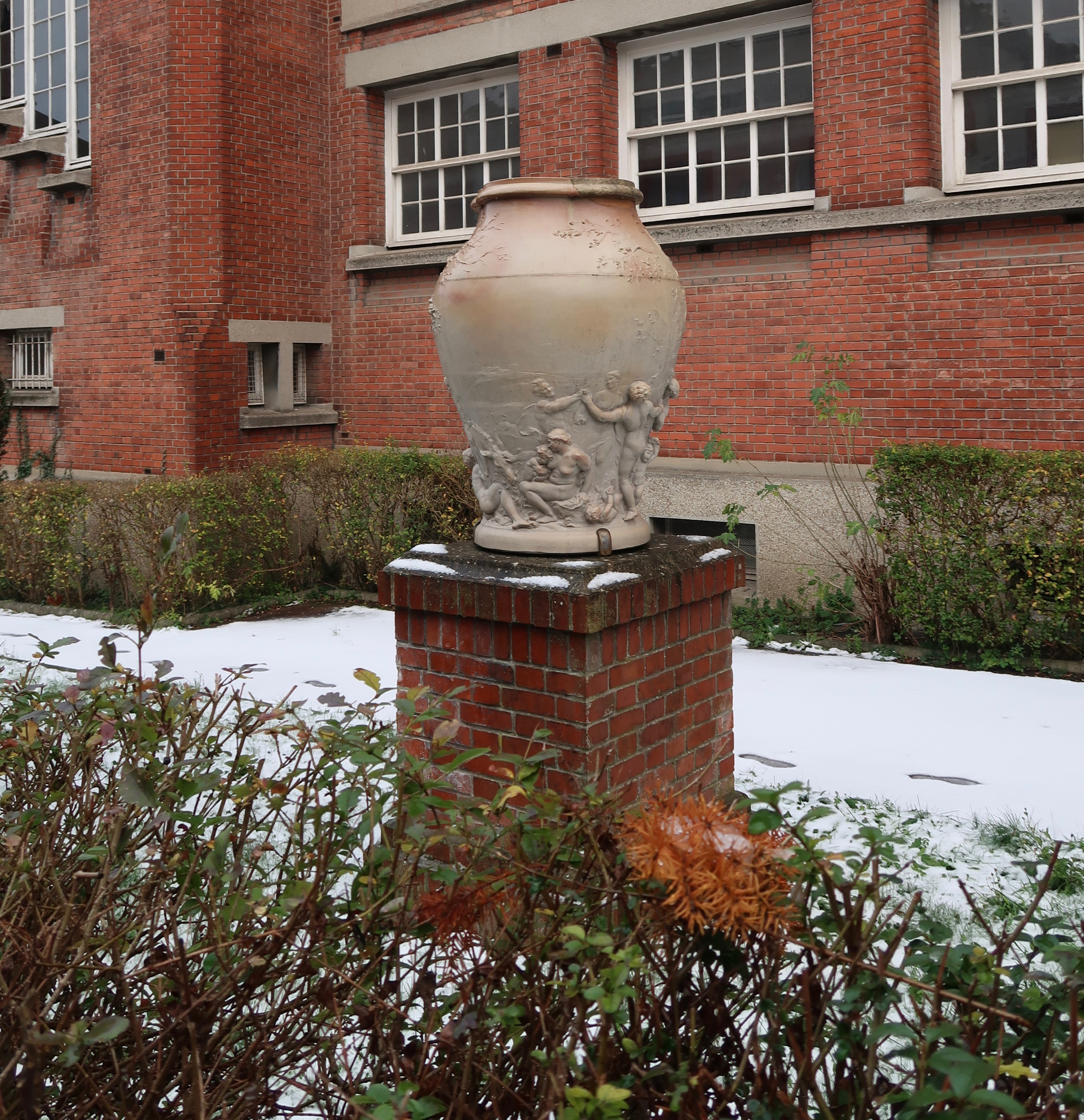
Jules Dalou, L'Âge d'or (1888).
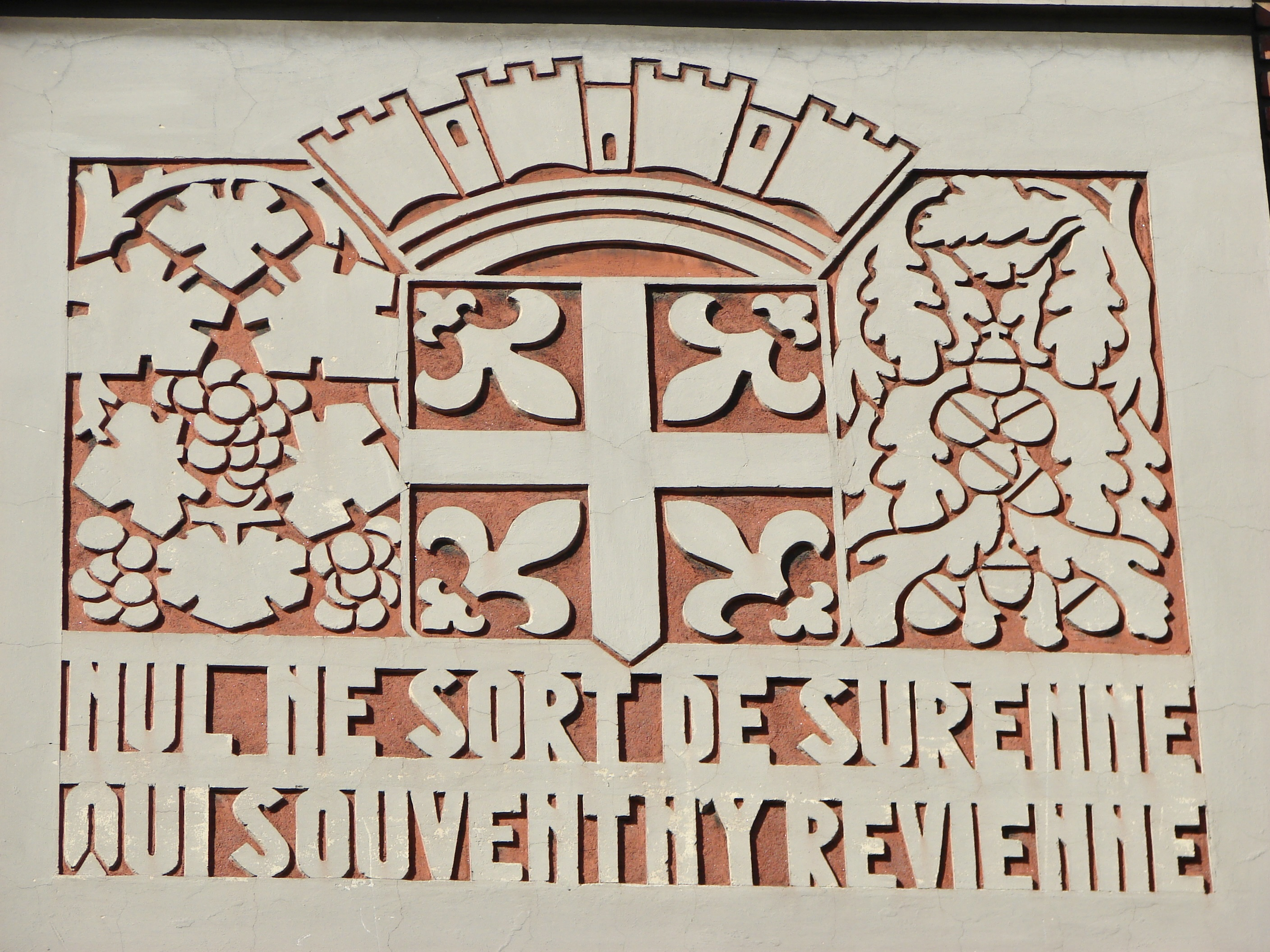
Devise de Suresnes sur l'une des façades du lycée.

## Enseignements dispensés
Les matières enseignées au lycée sont les mathématiques, le français, l'histoire-géographie, les SVT, la physique-chimie, la philosophie, l'EPS et, selon les filières, les sciences économiques et sociales et la littérature. Parmi les deux langues (LV1 et LV2) à choisir, sont proposées l'anglais, l'allemand et l'espagnol. Le japonais est également proposé à titre de troisième langue facultative (LV3). Les élèves de seconde peuvent choisir comme option les MPS (Méthodes et pratiques scientifiques), les sciences de laboratoire, littérature et société, les SES (sciences économiques et sociales) ou les PFEG (principes fondamentaux de l'économie et de la gestion).
Le lycée proposait les filières scientifiques (S), économiques et sociales (ES), littéraires (L), de sciences et technologies de la gestion (STMG) et de sciences et technologies de laboratoires (STL). Il compte également des classes de BTS spécialisées dans le management et/ou la gestion.
Depuis la réforme du baccalauréat de 2018, le lycée propose en série générale les spécialités Maths, PH-CH, SVT, NSI, HGGSP, SES, HLP, HIDA et ANG. Il propose en terminale les enseignements complémentaires de mathématiques expertes, mathématiques complémentaires et DGEMC.
L’offre en séries technologiques n’a pas changé.
En 2020, le lycée compte 115 professeurs, dont 75 % sont agrégés.

## Population scolaire
| 1937  | 1944 | 1950  | 1952  | 2014  |
| ----- | ---- | ----- | ----- | ----- |
| 1 500 | 888  | 1 076 | 1 250 | 1 286 |

## Classement du lycée
En 2016, selon L'Express, le lycée se classe 45e sur 52 au niveau départemental quant à la qualité d'enseignement, et 1935e au niveau national. Le classement s'établit sur trois critères : le taux de réussite au bac, la proportion d'élèves de première qui obtient le baccalauréat en ayant fait les deux dernières années de leur scolarité dans l'établissement, et la valeur ajoutée (calculée à partir de l'origine sociale des élèves, de leur âge et de leurs résultats au diplôme national du brevet).
Depuis 2021, le taux de réussite au baccalauréat est chaque année supérieur à 97 %. 
L’affectation des élèves avec Parcoursup permet à 1/3 des élèves d’entrer en CPGE, études médicales, écoles d’ingénieurs, de management, IEPd ou d’arts. Les autres vont étudier à l’université, en BUT ou BTS. 

## L'association amicale des anciens et anciennes élèves
L'association des anciens élèves est créée en 1939.

## Personnalités liées au lycée

### Professeurs
- Olympe Bhêly-Quenum, lettres
- Sylvain Boulouque, histoire

### Élève
- Bernard Courtault (1923-1943), résistant[16]

## Dans la fiction
- Une scène du film La Totale ! (1991) de Claude Zidi y est tournée[17].